# Distretto di Ambilobe
Il distretto di Ambilobe è un distretto del Madagascar situato nella regione di Diana. Ha per capoluogo la città di Ambilobe.
La popolazione del distretto è di 204 804 abitanti (censimento 2011).